# Gare de Rabat-Ville
La gare de Rabat-Ville (arabe : محطة الرباط المدينة), située dans la capitale Rabat, est l'une des principales gares marocaines quant au trafic. Malgré son importance, elle ne comprend que deux voies et ne dispose d'aucune voie de garage. Elle est desservie par la ligne L1 du tramway de la capitale marocaine reliant la gare aux différents quartiers de Rabat et à sa ville jumelle Salé.
La gare se trouve près du cœur de la ville, dans l'arrondissement Hassan.

## Histoire
La gare de Rabat-Ville est l'une des gares les plus anciennes du Maroc. Elle a été inaugurée en 1923. Exemple d'une architecture coloniale devenue exubérante dans les années 1920 à ses débuts, elle conjuge un style Art déco, assez sobre, et des détails inspirés de l'architecture locale.

## 1ère Rénovation de la Gare
Les travaux engagés par l'ONCF ont été entamés en 2008.
L'ambition affichée est triple. Tout d'abord, il s'agira d'une réhabilitation de ce monument du patrimoine rbati. La réfection des structures emploiera des matières nobles pour respecter le cachet du bâtiment. De plus, les équipements d'affichage et d'annonces sonores seront entièrement renouvelés.
Ensuite, il s'agira d'une réorganisation majeure de l'espace de la gare dans le but d'optimiser ses potentialités. Un grand hall de 1 200 m2 avec un bureau d'information central sera aménagé. Douze guichets sont prévus et seront placés au niveau de l'entresol. Ils seront desservis par trois moyens : des escaliers, des escaliers mécaniques sur les côtés et des ascenseurs réservés aux personnes handicapées ou à mobilité réduite.
Au centre, deux autres escalators conduiront quant à eux aux voies ferrées.

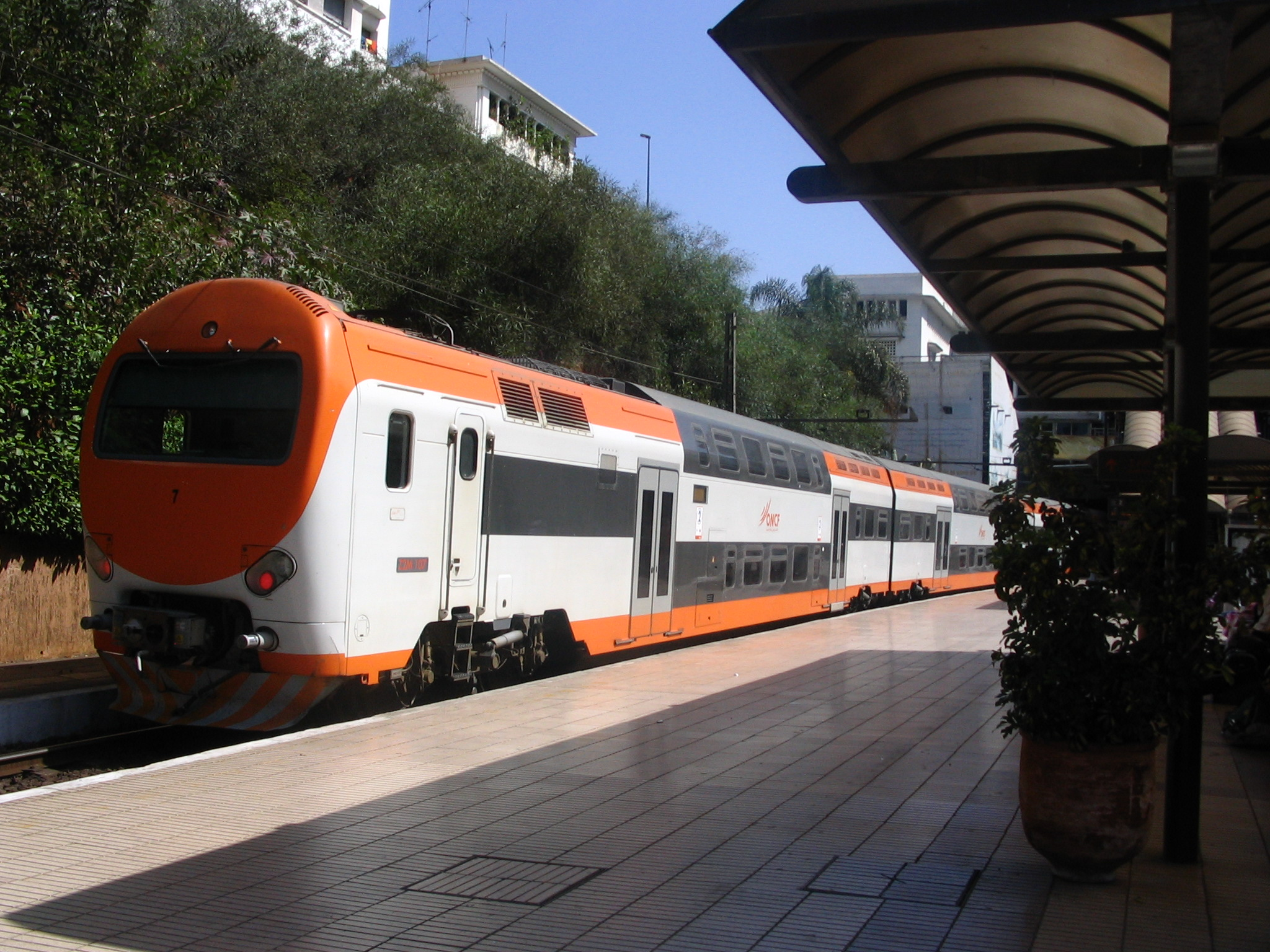
Un train en gare

Les quais, de leur part, seront mis en conformité avec les dernières normes de sécurité, et pour le confort des usagers, les six abris-voyageurs seront remplacés. Pendant l'essentiel des travaux, un accès provisoire aux voies sera aménagé du côté du siège du Parlement.
Enfin, il s'agira d'offrir un bouquet de services au sein même de la gare avec l'aménagement d'espaces de restauration et de locaux commerciaux. De même, des guichets bancaires et une série de téléphones publics seront mis à la disposition des voyageurs.
Le total des opérations est chiffré à 25 millions de dirhams, le projet s'inscrivant dans un plan global de modernisation des gares du Royaume de près de 400 millions de dirhams.
Selon les projections de l'ONCF, le réaménagement de la gare Rabat-Ville, a permis d'anticiper l'accroissement du nombre de voyageurs. En effet en 2010, près de dix millions d'usagers ont transité par la gare de la capitale, alors qu'en 2006 on en dénombrait que cinq millions.

## 2nde rénovation de la gare
En parallèle du projet de rénovation et de reconstruction que connait la gare de Rabat-Agdal dans le cadre du projet de la LGV Tanger-Kénitra. L'ONCF décide de rénover et de reconstruire la gare de Rabat-Ville pour une enveloppe budgétaire de 450 millions de dirhams. Le nouveau bâtiment est conçu par le cabinet AW Mountassir dirigé par Aboulahed Mountassir. pour faire de la gare Rabat-Ville, une gare multimodale répartie sur trois niveaux. Quant au bâtiment actuel il est prévu d'être reconverti en une galerie d'arts.
Les chantiers du projet commencent à partir de 2016 pour une ouverture 2 ans plus tard en septembre 2018. Mais ils sont brusquement arrêtés pour plusieurs raisons. D'après les médias, l'UNESCO a interpellé la ville de Rabat pour son projet de rénovation car le bâtiment actuel est inscrit au patrimoine matériel. Certains interprétaient aussi cette interpellation en raison d'une destruction d'une petite partie de la muraille andalouse de Rabat afin de réaliser la nouvelle entrée.
Mais leur interruption serait supposé notamment à une colère royale en raison des retards et de la mauvaise gestion quant à la rénovation de la gare.
En septembre 2024, l'ONCF annonce la reprise des travaux de la gare de Rabat-Ville après avoir décidé de retirer le projet au cabinet AW Mountassir. En raison de son concept incohérent à l'architecture art-déco du bâtiment actuel et des recommandations faites par l'UNESCO. Elle décide ainsi d'attribuer le nouveau projet à l'architecte Youssef Melhi ayant réalisé entre autres les nouvelles gares de Tanger-Ville, Rabat-Agdal ou encore celle de Marrakech.
La nouvelle gare sera constituée d'une verrière allant du bâtiment actuel au nouveau bâtiment déjà construit. Entre le bâtiment actuel et le nouveau bâtiment, une place sous la forme d'un jardin intérieur sera construite. Ces travaux ont d'ores et déjà commencé et ont détruite le toit et une partie du nouveau bâtiment qui était prévu dans le premier projet

## Correspondances

### Tramway
La gare de Rabat-Ville est connectée à la station de la ligne 1 du tramway de Rabat-Salé qui se trouve en face de la gare (Mohammed V - Gare de Rabat).

### Bus
La gare est également desservie par les lignes de bus ALSA-City Bus  8  et  AE 210  à proximité immédiate.
À 200 mètres de la gare, au niveau du croisement entre l'avenue Mohammed V et l'avenue Moulay Hassan, passent les lignes  6 ,  102 ,  106  et  108 .